# Kotido
Kotido  este un oraș  în  Uganda. Este reședinta  districtului Kotido.